# Coenotes eremophilae
Coenotes eremophilae là một loài bướm đêm thuộc họ Sphingidae. Loài này có ở Queensland, Tây Úc và Bắc Úc.
Sải cánh dài khoảng 50 mm. Adults have fawn wings, and a pattern of diagonal and transverse dark marks on the abdomen.
Ấu trùng ăn Eremophila bowmanii, Eremophila freelingii, Eremophila latrobei, Eremophila longifolia, Eremophila sturtii, Eremophila mitchellii, Myoporum deserti, Myoporum montanum, Carissa lanceolata, Gyrocarpus americanus, Prostanthera striatiflora, Hibiscus panduriformis, Acacia farnesitana, Sesamum indicum, Santalum acuminatum, Duboisia myoporoides and Clerodendrum floribundum. They are black with a white stripe along each side, a yellow dorsal stripe, many little pale dots and a row of orange spiracles along each side. On the tail, they have an entirely black curved horn.